# 钟善辅
钟善辅（1899年—1930年5月4日），四川涪陵人，又名钟世民，笔名中山虎、山虎，中国共产党早期领导人。

## 生平
父亲钟相池，早年就读于成都蚕丝学校，崇拜康梁维新，向往实业救国。钟善辅自幼勤奋，幼年就读私塾。家中兄弟姊妹多，生计日益困难。1916年，钟善辅到重庆一家丝厂学徒。1918年，进入成都警监专门学校。1921年，他参加四川马克思主义读书会，并参与组织工人小组、办工人夜校的活动。1922年，钟善辅加入中国社会主义青年团、不久被选为青年团成都地方委员会候补执行委员，同年冬至1923年2月，参与建立成都第一批受团组织领导的各行业丁会组织。1923年5月，被选为成都市劳工联合会副会长。1923年秋转，为中国共产党党员。
1924年初，任《甲子日刊》的助理编辑，3月成为成都地区中共地下实际负责人之一。五卅运动爆发后，参与筹建成都人力车工会，发动罢工。1924年夏，任中国社会主义青年团成都地方执行委员会代理秘书。1926年春，受中共地下党组织派遣回到家乡，在涪陵罗云举办夜校，组织农民协会，发展党员，建立起中共罗云支部。9月，万县惨案发生后，参与组织万县惨案成都国民雪耻会，任该会罢工委员会主任委员。10月任成都市工会评议员，参与领导工人运动。11月，兼任九五爱国工友联欢社总主任。1927年2月，任中华全国总工会驻川职工运动指导专员。4月赴武汉，作为正式代表出席中国共产党第五次全国代表大会。
会后返回四川途中被捕，经营救出狱，同年秋任中共川西特别委员会工运委员。12月领导反劣币斗争。1928年1月，参与领导成都人力车工人罢工。2月奉命转移离开成都。1928年下半年以重庆西南高中学校教师身份为掩护，继续从事中共地下工作。1929年春，赴川东涪陵主持该地区军委工作，策划兵运和起义事宜。同年夏赴丰都，以丰都中学训导主任兼语文教师开展党的工作。1930年春任中共丰都县委书记。4月举行罗云起义后，面对镇压，召集县委常委紧急会议，布置应对事宜。1930年5月1日被逮捕，5月4日被杀害。后被追认为革命烈士。